# IZAL
Izal (estilizado IZAL) fue un grupo de música indie pop español que estaba formado por Mikel Izal (vocalista y compositor), encabezando una formación que completaban Alejandro Jordá (batería), Emanuel Pérez «Gato» (bajo), Alberto Pérez (guitarras) e Iván Mella (teclados). Se originó en la ciudad de Madrid en 2010. En octubre de 2022 pusieron fin a su trayectoria musical.

## Historia
El grupo se formó a finales de 2000, pero sus miembros provenían de diferentes proyectos anteriores, con más de diez años de experiencia musical a sus espaldas.
Mikel y Emanuel se conocieron en Macedonia, con una composición centrada en un tono más íntimo y acústico, pero al volver a Madrid fueron dándole forma al grupo, grabando su primer EP, Teletransporte, con algún que otro cambio en su formación. El primer trabajo de estudio del grupo fue el EP Teletransporte, grabado en los estudios La Catacumba en Barcelona, bajo la producción musical de Miguel Pino, y contando con músicos como Javier Martín (bajista de Ojos de Brujo) o Tony Pagés (Antonio Orozco, Manu Guix). Este trabajo supuso el punto de partida para un grupo que en su primer año de existencia llegó a ofrecer más de sesenta conciertos por toda la geografía española con una gran acogida, tanto por la crítica, como por el público, y que culminó con la actuación ofrecida en el Festival Sonorama, en Aranda de Duero.
También consiguieron repercusión a nivel español en canales de televisión como Kiss TV, Sol Música, 40TV, entre otros. 
En junio de 2011 dieron su primer salto transoceánico al participar en el Festival Internacional Sucre de Quito, en Ecuador, y consiguieron en esos meses vender concierto a concierto las mil copias de Teletransporte, que fue completamente autoeditado.
Después de su primer trabajo, en marzo de 2012 vio la luz Magia y efectos especiales, el primer larga duración del grupo, producido por Luca Petricca en los Estudios Reno de Madrid; el disco fue autogestionado, artística y económicamente.

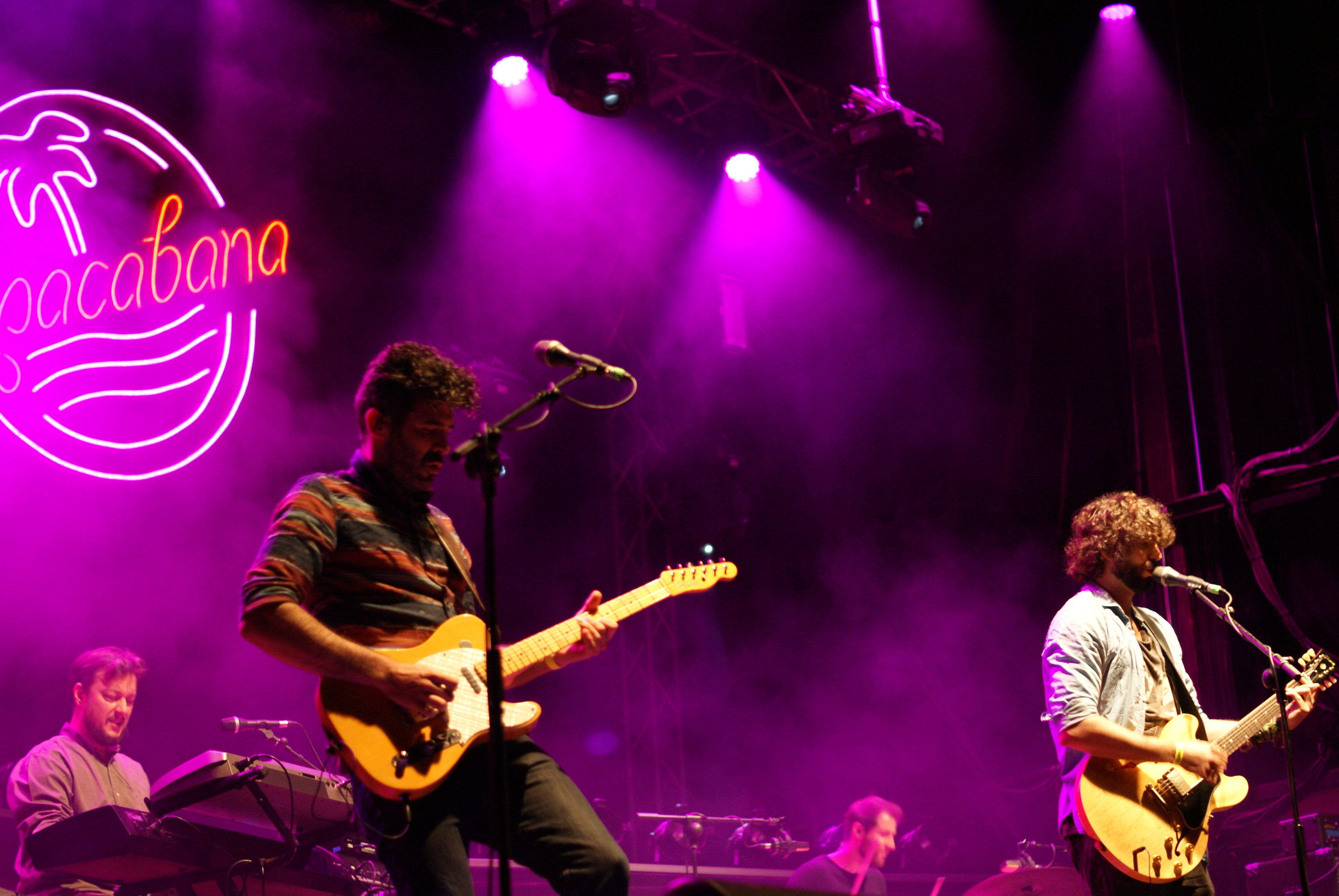
IZAL en el festival Palencia Sonora 2016 durante su gira de promoción del álbum Copacabana.

A lo largo de su gira de conciertos consiguieron llenar el aforo de multitud de salas, entre las que destacan las salas La Palma, Sol y Joy Eslava de Madrid. 
En diversas ocasiones aparecieron en la publicación impresa de la revista independiente musical Mondosonoro, con mención en la portada. 
Durante el verano de 2013 IZAL estuvo presente en diecisiete festivales, entre los que destacan Dcode Festival, Sonorama Ribera, Arenal Sound, Ecopop, Ebrovisión y Alhambra Sound, compartiendo cartel con grupos de la talla de Franz Ferdinand, Amaral, Vampire Weekend, Editors, Travis, Los Últimos Descartes y Belle & Sebastian, entre otros.
Todo esto llevó a IZAL a ganar el Premio de la Música Independiente en la categoría de grupo revelación y a ser portada de la revista Mondosonoro en su edición de octubre de 2013.
El 29 de octubre de 2013 salió a la venta su segundo trabajo de larga duración, titulado Agujeros de gusano. Este trabajo supuso el salto definitivo del grupo a la primera línea y les llevó en una larga gira por todo el territorio nacional. El primer festival en escuchar su nuevo trabajo fue el Intro Music Festival de Valladolid, congregando en el recinto de la Feria de Muestras de la capital castellanoleonesa a más de seis mil personas. 
El grupo fue galardonado en los Premios Rolling Stone 2013 en la categoría de «Grupo Revelación». En las primeras semanas desde que el álbum salió a la luz vendieron más de mil copias, entrando directamente en el puesto 8 de la lista de Promusicae.
Agujeros de gusano, lanzado supuso el salto definitivo de IZAL a la primera línea nacional y les llevó a una larga gira por toda la península. En los primeros cuatro meses de dicha gira conseguieron agotar todas las entradas en diecisiete conciertos, doblando fecha en diversas ocasiones y culminando con un lleno en la sala La Riviera de Madrid, donde vendieron cerca de dos mil quinientas entradas.
En 2015 la canción Copacabana fue elegida como la canción del año en Radiónica (radio pública nacional colombiana). Tras esta canción publicarían ese mismo año un álbum con el mismo nombre. Copacabana se convertía en un éxito más para la banda convirtiéndose en disco de oro. A lo largo de 2016 y 2017 continuaron llenando salas y pabellones, además de arrasar en festivales con su gira Copacabana. En 2016 ganarían el Premio Fest a mejor directo musical, entre una multitud de premios.
En febrero de 2018 lanzaron El Pozo y Pausa, adelantos de su siguiente disco Autoterapia. Ambos sencillos se convirtieron en un éxito, alcanzando más de seiscientas mil visualizaciones en una semana en YouTube. Realizaron una nueva gira para promocionar Autoterapia, que dio comienzo con su concierto en el festival WARM Estrella de Levante en Murcia.
En septiembre de 2019 Hook, la discográfica de Izal junto a Altafonte, hicieron públicas las certificaciones de seis de sus canciones más conocidas: Copacabana como doble disco de platino, Pequeña gran revolución, El baile, Qué bien y Pausa como disco de platino y La mujer de verde como disco de oro.
El 17 de abril de 2020 lanzaron un nuevo sencillo, La Buena Sombra, después de más de dos años sin publicar material nuevo. Lo hicieron en plena crisis del coronavirus Covid-19 y eligieron esta fecha porque tendrían que estar actuando en el Wizink Center en su primera noche del Fin de Gira en Madrid. La canción fue creada y grabada desde casa con pocos medios, en pleno proceso de confinamiento por la cuarentena.
En otoño de 2021 su quinto disco de estudio, Hogar, también se editó de manera independiente, bajo el sello Hook Ediciones Musicales y distribuido por Altafonte, descrito por ellos mismos como «un álbum de diez historias cotidianas contadas a través de la fotografía, el relato, el vídeo y la canción».
El 22 de febrero de 2022 el grupo anunció a través de sus redes sociales que, tras el final de su gira en la que presentaban su último disco Hogar, harían un parón indefinido. Así, con la última actuación en el WiZink Center de Madrid, en octubre de 2022, dieron adiós a la música de manera indefinida.

## Estilo musical e influencias
La variedad estilística de IZAL era reflejo de sus diversas influencias, como Standstill, Mumford & Sons, Two Door Cinema Club, Love of Lesbian entre muchos otros. Catalogados continuamente en el género indie, el propio Mikel Izal insistió en que «no se trata de ningún género en concreto, y que lo que la banda ha hecho durante estos años es pop rock, a veces salpicado de puntos folk, psicodélicos o con tintes flamencos».

## Discografía

### EP
- Teletransporte (2010)
- Micro abierto (2020)

### Álbumes
- Magia y efectos especiales (2012)
- Agujeros de gusano (2013)
- Copacabana (2015)
- VIVO (2017)
- Autoterapia (2018)
- Hogar (2021)
- Pequeños Grandes Éxitos (2023) (Recopilatorio)

### Videografía

#### Del EPTeletransporte
- Teletransporte (2010)
- Ajám... (2011)

#### Del discoMagia y efectos especiales
- Magia y efectos especiales (2012)
- Qué bien (2012)
- La mujer de verde (2012)
- Tu continente (2012)

#### Del discoAgujeros de gusano
- Despedida (2013)
- Asuntos delicados (2013)
- Hambre (2013)
- Pánico práctico (2013)

#### Del discoCopacabana
- Copacabana (2015)
- El baile (2016)
- Pequeña gran revolución (2016)
- Los seres que me llenan (2017)
- La piedra invisible (2017)

#### Del discoAutoterapia
- El pozo (2018)
- Pausa (2018)
- La increíble historia del hombre que podía volar pero no sabía cómo (2018)
- Bill Murray (2019)

#### Del disco Hogar
- Dobles (2021)
- Hogar (2021)
- Telepatía (2021)
- La mala educación (2021)
- Jóvenes perfect@s (2021)
- El hombre del futuro (2021)
- He vuelto (2021)
- Inercia (2021)
- Fotografías (2021)
- Meiuqèr (2021)

## Causas sociales
El 8 de enero de 2022 IZAL fue uno de los grupos participantes en el concierto solidario Más fuertes que el volcán, el cual fue organizado por Radio Televisión Española con el fin de recaudar fondos para los damnificados por la erupción volcánica de La Palma de 2021.